# Armenisches Hochland
Das Armenische Hochland (armenisch Հայկական լեռնաշխարհ oder Բարձր Հայք / Bardsr Hajk), im Deutschen auch Armenisches Gebirge oder Ararathochland genannt, bildet den zentralen Teil des nordanatolisch-nordiranischen Kettengebirges und umfasst im breiten Sinne auch den Kleinkaukasus.
Je nach Definition ist das Armenische Hochland 300.000 bis 400.000 Quadratkilometer groß und umfasst Gebiete der Türkei (vor allem die ehemaligen armenischen Provinzen des Osmanischen Reiches), Irans, Georgiens, Aserbaidschans und fast vollständig die heutige Republik Armenien.
Viele Gebirge im Armenischen Hochland stellen eine Aneinanderreihung von Vulkanen dar. Zu diesen zählen das Dschawacheti-Gebirge, das Arsiani-Gebirge (Yalnızçam Dağları), das Geghamgebirge und der Haykakan Par (Ağri Dağları). Die höchste Erhebung ist der 5137 m hohe Ararat, ein ruhender Vulkan. Große Seen sind der Vansee (Salzsee) und der Sewansee (Süßwassersee).

## Begriffsentstehung und -Verwendung
Der Begriffsbezeichnung leitet sich ab vom ursprünglichen Siedlungsgebiet der Armenier, wo Mitte des ersten oder zweiten vorchristlichen Jahrtausends die Ethnogenese des armenischen Volkes stattfand und welches bis 1915 von Armeniern bewohnt war. Schon im 5. Jahrhundert v. Chr. wurde der Begriff im Werk „Anabasis“ von Xenophon verwendet.
Zu Beginn des 20. Jahrhunderts war der Begriff des Armenischen Hochlands Europäern und Nordamerikanern geläufig. Manchmal wurde das Gebiet auch zu dieser Zeit einfach als „Armenien“ bezeichnet.
Seit dem Völkermord an den Armeniern im Jahr 1915 und der Verwandlung der Türkei in einen monoethnischen Nationalstaat wird der Begriff „Armenisches Hochland“ ähnlich wie andere auf die einheimischen Völker der heutigen Türkei hindeutende Namen (zum Beispiel „Pontische Bergkette“) oftmals gemieden. Dies gilt insbesondere für den Sprachgebrauch in der Türkei, aber auch für andere Länder, wo aus Rücksichtnahme auf die Türkei von dem Begriff abgesehen wird. So heißt der westliche Teil des armenischen Hochlandes, das ehemalige Westarmenien, heute Ostanatolien, obwohl früher „Anatolien“ nur das westliche Kleinasien bezeichnete, während das ehemalige Ostarmenien (ohne die 1921 im Vertrag von Kars an die Türkei abgetretenen Gebiete) mit der Republik Armenien der Region Transkaukasien (von Russland aus gesehen „hinter dem Kaukasus“) oder „Südkaukasus“ zugeordnet wird.

## Teilgebirge
Im Folgenden sind einige wichtige Bergketten des Armenischen Hochlands aufgelistet:
- Palandöken Dağı
- Bingöl-Gebirge
- Aladağ
- Karadach
- Mischudag
- Geghamgebirge
- Wardenisgebirge
- Karabach-Hochland
- Sangesurkamm

## Berge (Auswahl)
Im Folgenden sind eine Reihe von Gipfeln im Armenischen Hochland in West-Ost-Richtung aufgelistet:
- Ararat (5137 m) (⊙), Türkei
- Sabalan (4811 m) (⊙), Iran
- Aragaz (4090 m) (⊙), Armenien
- Süphan Dağı (4058 m) (⊙), Türkei
- Kaputdschugh (3904 m) (⊙), Armenien/Aserbaidschan

## Bilder

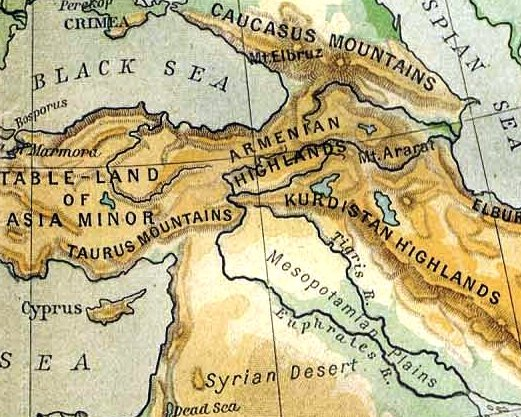
Das Armenische Hochland auf einer Karte von 1923
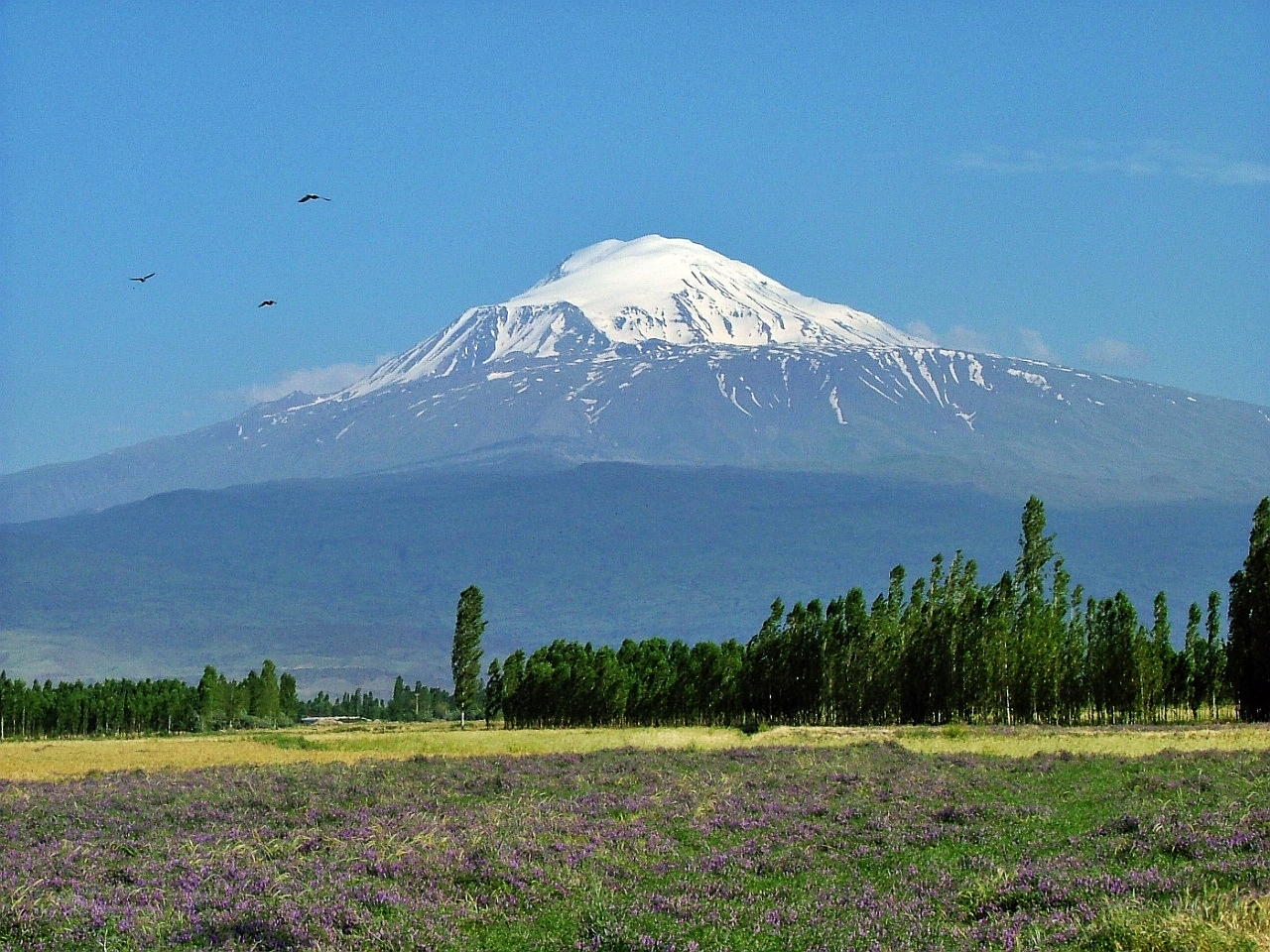
Blick auf das Massiv des Ararat
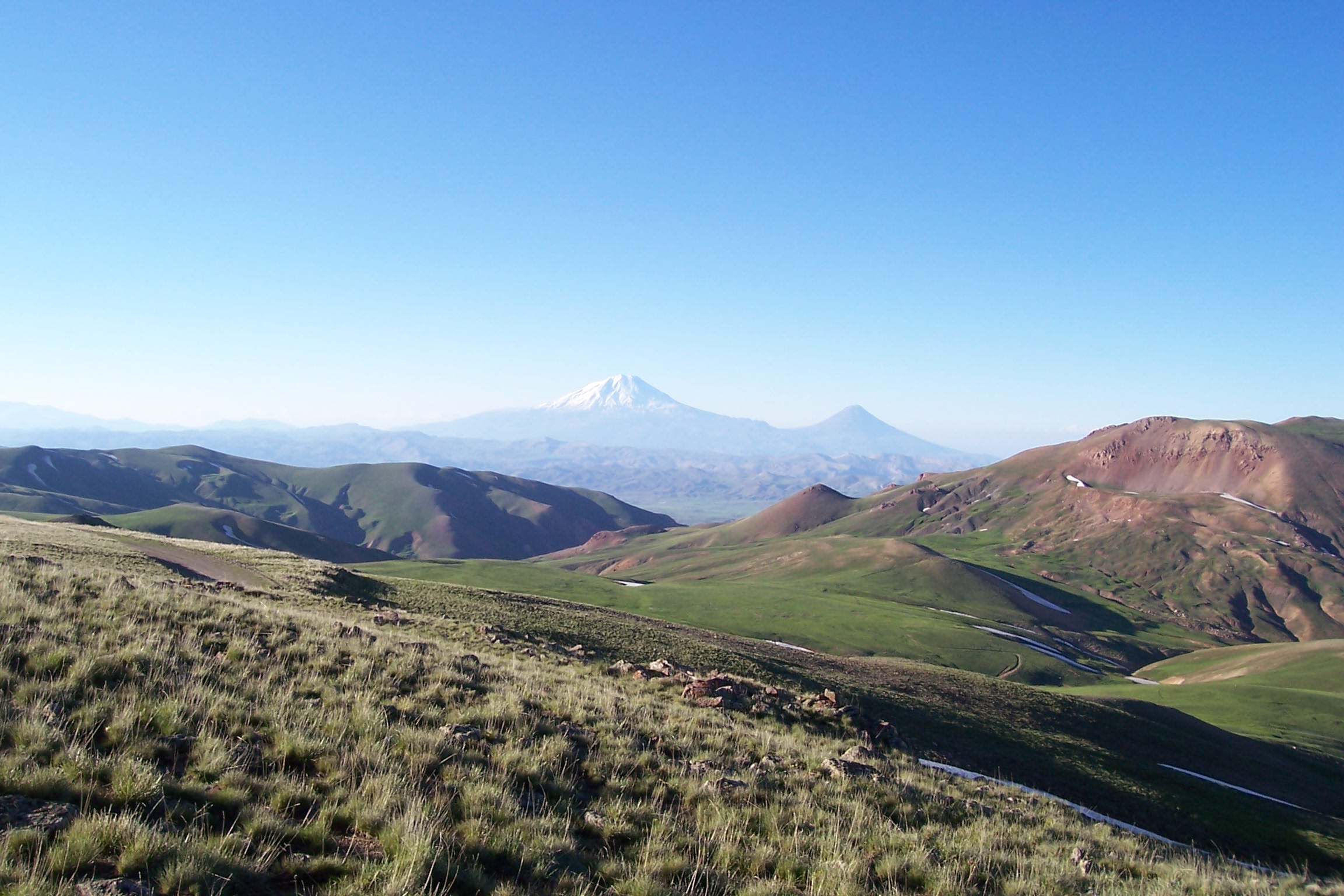
Armenisches Hochland
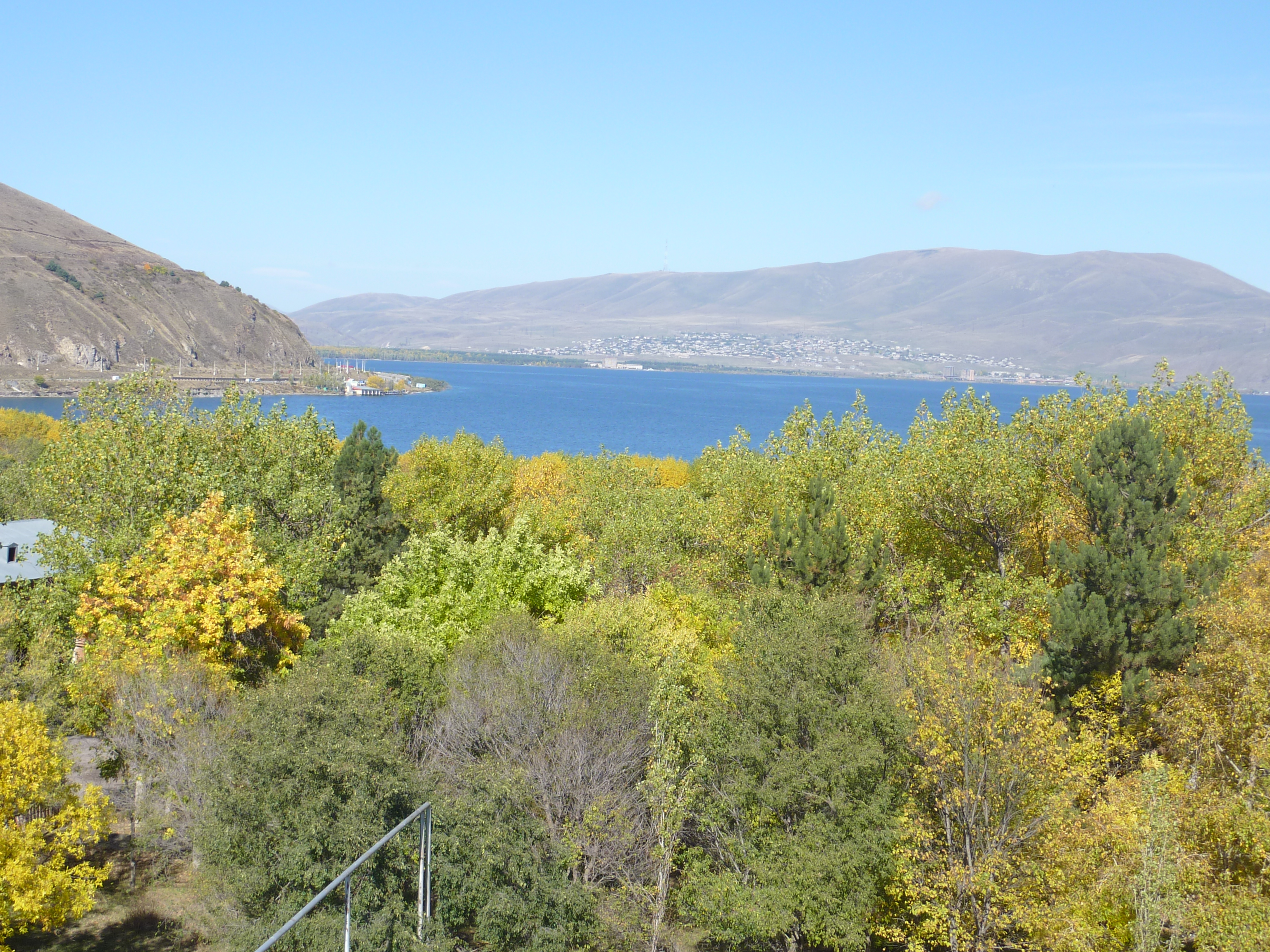
Am Sewansee